# 139

## Събития
- Има съвпадение в изгрева на Слънцето и Сириус. Подобно съвпадение ще се наблюдава след 1461 години (през 1600 г., 3061 г.)